# Octansäuremethylester
Octansäuremethylester ist eine chemische Verbindung aus der Gruppe der Carbonsäureester.

## Vorkommen
Die Verbindung kommt natürlich in Hopfenölen und in der Moschus-Erdbeere vor.

## Gewinnung und Darstellung
Octansäuremethylester kann durch Veresterung von Caprylsäure mit Methanol oder Alkoholyse von Kokosöl gewonnen werden.

## Eigenschaften
Octansäuremethylester ist eine brennbare, schwer entzündbare, farblose Flüssigkeit, die praktisch unlöslich in Wasser ist.

## Verwendung
Octansäuremethylester wird als Zwischenprodukt zur Synthese von anderen Verbindungen (wie zum Beispiel Waschmittel, Emulgatoren, Netzmittel, Stabilisatoren, Weichmacher, Harze) sowie als Aromastoff verwendet.

## Sicherheitshinweise
Die Dämpfe von Octansäuremethylester können mit Luft ein explosionsfähiges Gemisch (Flammpunkt 69 °C) bilden.